# Suzannah Lipscomb
Suzannah Rebecca Gabriella Lipscomb, född 7 december 1978, är en brittisk historiker, programledare och författarinna.

## Uppväxt och utbildning
Suzannah Lipscomb föddes som dotter till poliserna Nick och Marguerite. Hon växte upp i Surrey i England och gick i Nonsuch High School for Girls i Cheam. Hon studerade vid Epsom College och senare vid Oxfords universitet där hon fick stipendium.

## Karriär
Lipscomb presenterade tillsammans med Joe Crowley den tre avsnittslånga TV-serien Bloody Tales of the Tower som sändes av National Geographic Channel i april 2012. Paret presenterade även uppföljaren på sex avsnitt, Bloody Tales, året därpå. Hon skrev och presenterade Hidden Killers of the Victorian Home (2013). Programmet mottogs positivt och hon begärdes att skapa ytterligare två program. Dessa blev New Hidden Killers of the Victorian Home samt Hidden Killers of the Edwardian Home som sändes av BBC4 i december 2013. Ytterligare en uppföljare, Hidden Killers of the Tudor Home, sändes av samma kanal i januari 2015.